# Morad (raper)
Morad (właśc. Morad El Khattouti El Horami, arab. مراد الخطوطي, ur. 5 marca 1999) – hiszpański raper, piosenkarz pochodzenia marokańskiego.

## Kariera
Morad spopularyzował w Hiszpanii skrót "M.D.L.R" (Mec de la Rue, francuskie określenie na "chłopaka z ulicy"), używany przez francuskich muzyków drill pochodzenia maghrebskiego. 
Jego debiutancki album z 2019 roku oraz EP z 2020 roku nosiły tytuły MDLR i MDLR 2.0 odpowiednio.
31 stycznia 2020 roku wypuścił singiel ,,Las Duele". Na lipiec 2024 roku kawałek w serwisie Spotify zgromadził 30 milionów wyświetleń.
12 marca 2021 roku wydał singiel ,,Toca". Numer na lipiec 2024 roku zgromadził 22 miliony wyświetleń w serwisie Spotify oraz 60 milionów w serwisie YouTube.
11 września 2021 roku opublikował singiel ,,Soñar". Na lipiec 2024 roku utwór zgromadził 80 milionów odsłuchań w serwisie Spotify oraz niespełna 50 milionów na YouTube.
Morad współpracował z argentyńskim producentem Bizarrap przy "Bzrp Music Sessions Vol. 47", który znalazł się na szczycie listy singli PROMUSICAE przez dwa tygodnie pod koniec grudnia 2021 roku. Jego utwór "Pelele" znalazł się na szczycie tej samej listy w następnym miesiącu.
W kwietniu 2022 roku wystąpił gościnnie u marokańskiego rapera Beny Jr w utworze ,,Sigue". Numer na lipiec 2024 roku zebrał 250 milionów wyświetleń w serwisie Spotify oraz 150 mln na YouTube.
Na lipiec 2024 roku posiada 13 milionów miesięcznych słuchaczy na serwisie Spotify.

## Twórczość
Twórczość Źródłem inspiracji dla tekstów Morada są jego doświadczenia z dzieciństwa i młodości oraz sposób, w jaki poradził sobie mimo przestępczości nieletnich i trudnej sytuacji życiowej. 
Raper przyznaje, że muzyka sprawiła, iż dojrzał, dzięki niej stał się rozpoznawalny i może się z niej utrzymać. Występuje głównie w stylu muzycznym drill, który ma cechy wspólne z francuskim rapem pochodzenia maghrebskiego. Swoją muzykę określa jako niedyskryminującą ras.

## Problemy prawne
Morad i jego przyjaciel zostali oskarżeni o próbę rabunku i groźby, które miały mieć miejsce w dzielnicy Barcelony El Putget i Farró w kwietniu 2018 roku.  W 2022 roku prokuratura zażądała kary więzienia na 2,5 roku, podczas gdy obrona twierdziła, że doszło do pomyłki tożsamości. Mężczyźni zostali uniewinnieni, gdy sąd usłyszał od funkcjonariusza policji, że obrazy podejrzanych nie pasują do oskarżonych.
W kwietniu 2022 roku został aresztowany za nieobecność na rozprawie sądowej za prowadzenie pojazdu bez prawa jazdy. 
Dwa miesiące później ponownie został aresztowany za nieostrożną jazdę bez prawa jazdy. W lipcu 2022 roku został aresztowany za brak szacunku wobec policji, gdy samochód, którym był pasażerem, został zatrzymany za przejechanie na czerwonym świetle.
W październiku 2022 roku Morad został aresztowany pod zarzutem zapłacenia młodym ludziom w La Florida za dokonanie podpaleń. W ramach warunków zwolnienia za kaucją nie wolno mu było wracać do dzielnicy.
W lutym 2023 roku Morad został aresztowany i zwolniony za kaucją w L'Hospitalet de Llobregat za rzekome groźby wobec policjanta.
W maju 2023 roku prokuratura zażądała kary sześciu lat więzienia dla Morada za rzekome użycie paralizatora wobec kilku funkcjonariuszy Mossos d'Esquadra w L'Hospitalet de Llobregat w lipcu 2021 roku.

## Wczesne życie
Morad urodził się 5 marca 1999 roku w dzielnicy La Florida w L'Hospitalet de Llobregat w Barcelonie, jako dziecko marokańskich rodziców; jego matka pochodzi z Larache, a ojciec z Nador. Ojciec opuścił rodzinę, gdy Morad był mały.
Część swojego dzieciństwa spędził w domu dziecka. Zaczął rapować z przyjaciółmi w wieku 14 lat za pośrednictwem WhatsAppa.

## Życie prywatne

### Poglądy polityczne
Morad wyraził poparcie dla króla Mohammeda VI z Maroka oraz marokańskiej okupacji Sahary Zachodniej. W lipcu 2022 roku fan w Ourense rzucił na scenę flagę Sahary Zachodniej, którą Morad podniósł, sądząc, że to flaga Palestyny. Przeprosił swoich marokańskich fanów za nieporozumienie.

### Moda
Morad często pojawia się w dresach w swoich teledyskach i na koncertach. W wywiadzie z 2019 roku wspomniał, że publiczne nastawienie do niego zmieniło się po osiągnięciu sławy, mówiąc, że wcześniej nie pozwalano mu chodzić w dresach, podczas gdy teraz występuje na scenie w takim stroju, a gdyby miał uczestniczyć w rozdaniu nagród Grammy, założyłby dres. 
W 2022 roku wydał singiel "Chándal", rapując o noszeniu dresów przy różnych okazjach.
W 2022 roku Morad współpracował z Adidasem i wypuścił koszulki piłkarskie pod koncepcją Adidas x MDLR. Następnie osiągnął porozumienie z marką, aby sponsorować odzież La Florida FC, klubu zlokalizowanego w dzielnicy, w której dorastał Morad.

### Związki
We wczesnych godzinach porannych 27 czerwca 2021 roku, była dziewczyna Morada użyła klucza, który zachowała po zakończeniu ich związku, aby włamać się do jego mieszkania na Plaça d'Europa i zadźgać jego nową partnerkę,  gdy ta spała obok niego. Do 9 lipca Guardia Civil nie znalazła śladów napastniczki.
W lutym 2023 roku została skazana na dziewięć miesięcy więzienia; sędzia zastosowała łagodny wyrok, ponieważ uznała, że napastniczka była wściekła, widząc Morada w łóżku z inną kobietą.

## Dyskografia

### Albumy studyjne
- M.D.L.R (2019)
- Reinsertado (2023)

### EP
- M.D.L.R 2.0 (2020)
- Capítulo 1 (with Beny Jr as K y  (2022)

### Single
- "Lo Noto" (2022)
- "Niños Pequeños" (2023)
- "Paz" (with Nicki Nicole) (2023)
- "No Estuviste En Lo Malo (remix)" (2023)
- "No Han Cambiado" (2023)
- "Manos Rotas" (with Dellafuente) (2023)
- "Paris Como Hakimi" (2024)